# Xã Richwoods, Quận Stone, Arkansas
Xã Richwoods (tiếng Anh: Richwoods Township) là một xã thuộc quận Stone, tiểu bang Arkansas, Hoa Kỳ. Năm 2010, dân số của xã này là 493 người.